# Museo Nacional de Dinamarca
El Museo Nacional de Dinamarca (en danés: Nationalmuseet) localizado en Copenhague es el mayor museo danés de historia cultural. Aunque su colección se centra en la historia de Dinamarca y del pueblo danés, también exhibe colecciones de varias partes del mundo.
Tomó como sede el Palacio del Príncipe, construido en 1744 para servir de residencia del entonces príncipe heredero Federico de Dinamarca (Federico V desde 1746), junto al canal de Frederiksholm, en el centro de la ciudad.
El origen de la colección se remonta a la cámara real de arte, fundada por Federico III en el castillo de Copenhague hacia 1650, que incluía pinturas, artesanías, objetos etnográficos, armas y antigüedades. En 1849 la colección pasó a manos del Estado y desde entonces ocupa su sede actual.
En 1994, el Foro Europeo de Museos le otorgó el Premio del museo europeo del año, galardón que reconoce cada año a los nuevos museos, o aquellos que han acometido una reciente reforma o ampliación, que han supuesto avances e innovaciones en el ámbito museístico. El museo galardonado alberga durante un año la estatua de Henry Moore The Egg, que simboliza el premio. 

## Colección
Entre las piezas expuestas se encuentran objetos históricos de Dinamarca de más de 14 000 años de antigüedad, desde la época de los cazadores de renos de la Edad del Hielo. Pueden mencionarse la colección de cuerpos de turberas bien conservados, objetos procedentes de asentamientos de la Edad de Piedra, lures (instrumentos de viento de la Edad del Bronce), armas y joyas de la Edad del Hierro, tesoros vikingos, la moneda más antigua de Dinamarca, y objetos eclesiásticos de la Edad Media, entre los que destaca la valiosa colección de altares repujados en oro.
El Museo Nacional posee también la mayor y más diversa colección de objetos de las culturas antiguas de Grecia, Roma, Egipto y el Oriente Próximo. Por ejemplo, conserva una serie de objetos encontrados durante la excavación danesa de Tell Shemshara en Irak en 1957, momias egipcias, monedas griegas y romanas y de otras culturas, y figuras griegas de mármol de 4 000 años de antigüedad.
También es posible ver amuletos procedentes de Groenlandia, objetos religiosos de la América precolombina, vestidos y adornos de las culturas de las Grandes Llanuras norteamericanas, un traje de samurái y estatuas de dioses hindúes.
Además, hay exhibiciones sobre la historia, cultura e identidad del pueblo danés, historias de la nación y el Estado daneses, e historias de la vida cotidiana de diferentes personas desde 1560 hasta 2000.

## Otras instalaciones
Además de la colección del Palacio del Príncipe, hay varios espacios museísticos más que dependen del Museo Nacional de Dinamarca. Entre estos están:
En Copenhague:
- El Museo de la Libertad (Frihedsmuseet), dedicado a la resistencia danesa contra la ocupación alemana durante la Segunda Guerra Mundial.
- El Museo al Aire Libre (Frilandsmuseet), uno de los mayores museos de su tipo del mundo, con decenas de edificios antiguos de todos los rincones de Dinamarca.
- El Museo de la Música (Musikmuseet), con una amplia colección de instrumentos musicales de todo el mundo y una biblioteca.
- El Museo Nacional del Historicismo (Nationalmuseets Klunkehjem), una vivienda de la alta burguesía de la segunda mitad del siglo XIX. Tanto la construcción como su decoración y mobiliario, de inspiración victoriana, se conservan intactos.
- El Pequeño Molino de Christianhavn (Lille Mølle), un molino holandés de finales del siglo XVIII habilitado como hogar en 1916 y como museo en los años 1970. Su mobiliario se conserva como cuando vivían en él sus antiguos ocupantes. Se localiza en lo que fue el fuerte de Cristianhavn.

Fuera de Copenhague:
- La Fábrica Brede, (Brede Værk) un museo sobre la historia de la industrialización de Dinamarca, localizado en una antigua fábrica en Kongens Lyngby. El edificio principal es de estilo neoclásico.
- Kongernes Jelling, el museo de sitio en el pueblo de Jelling, famoso por sus túmulos funerarios y sus piedras rúnicas de la Era Vikinga.
- El Museo Frøslevlejren, una antigua prisión que la Gestapo durante la ocupación nazi en Padborg, en la frontera con Alemania.
- Liselund, un romántico jardín inglés del siglo XVIII en la isla de Møn que incluye varios edificios y monumentos.
- Los tres museos de Rømø, una de las islas Frisias.

## Galería

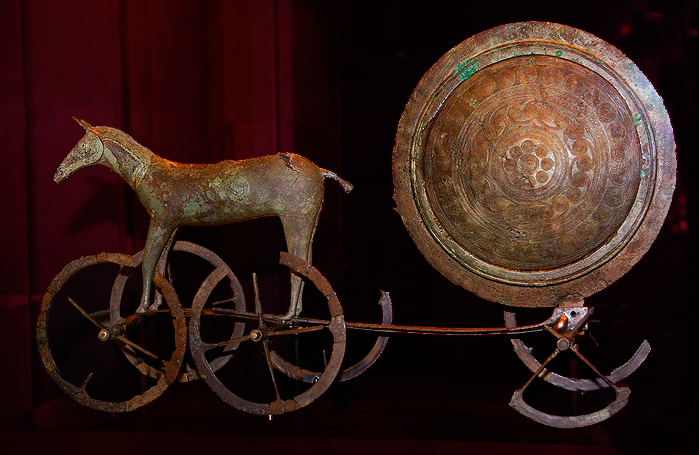
Carro solar de Trundholm
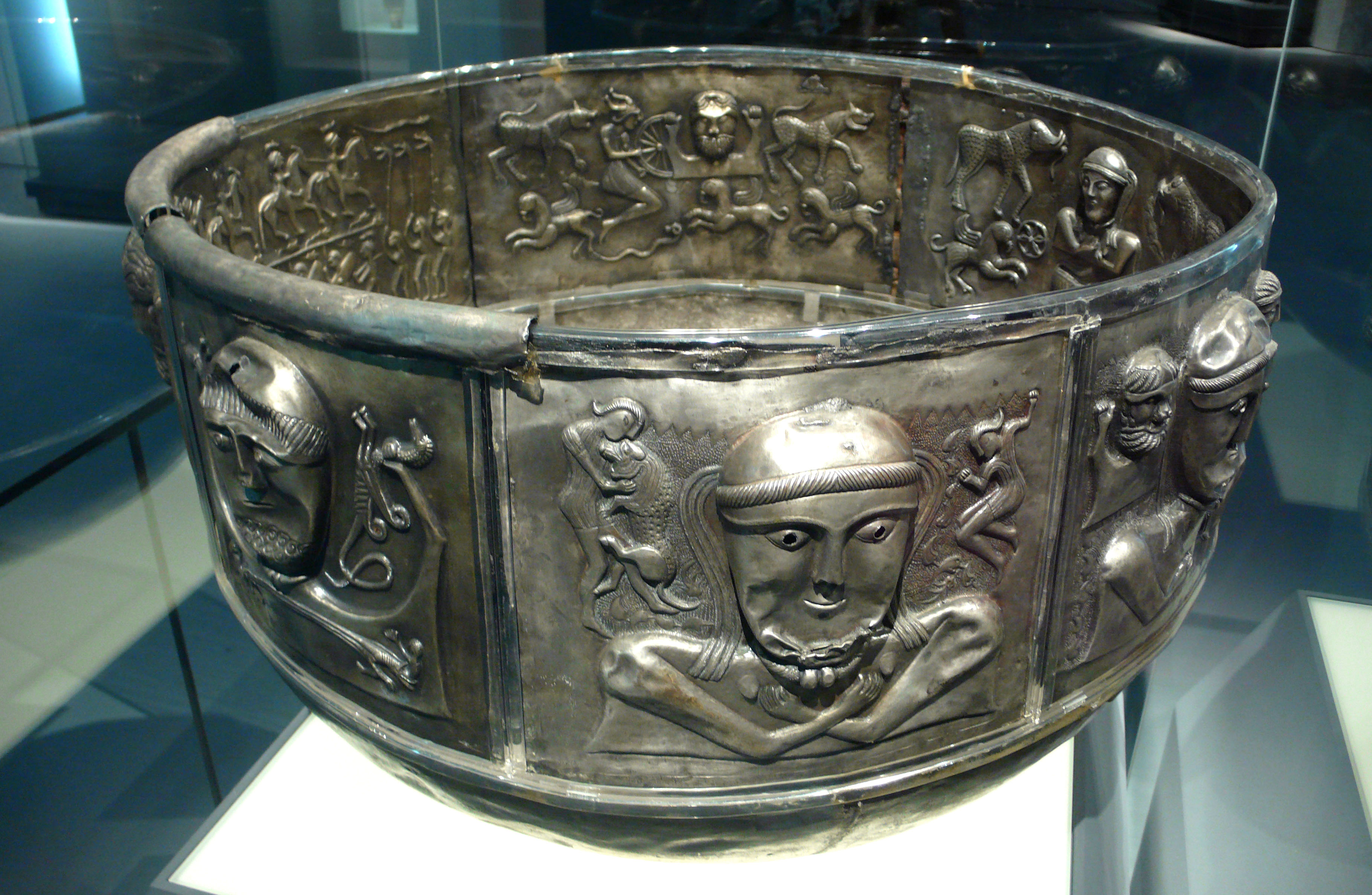
Caldero de Gundestrup
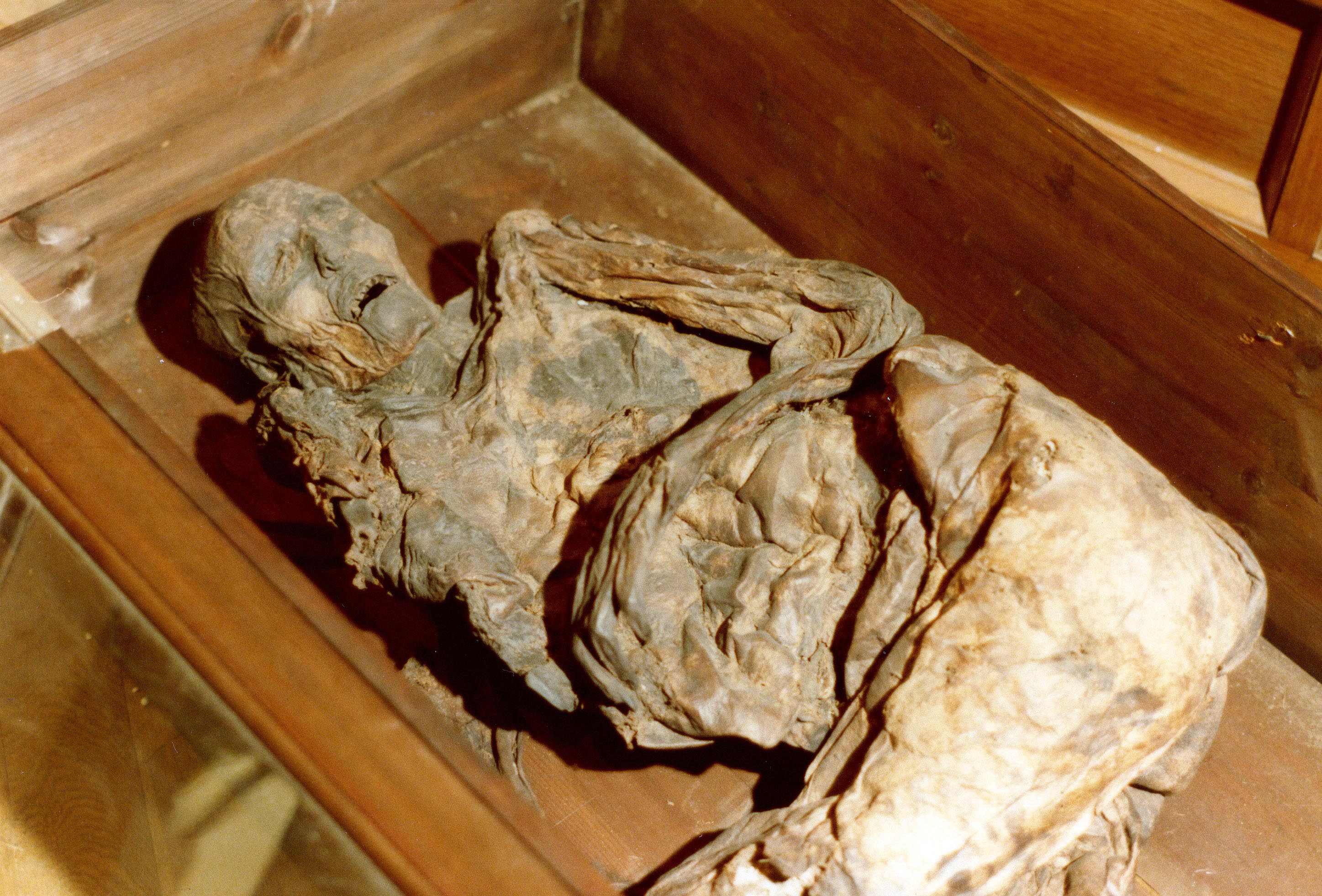
Momia de la mujer de Huldremose
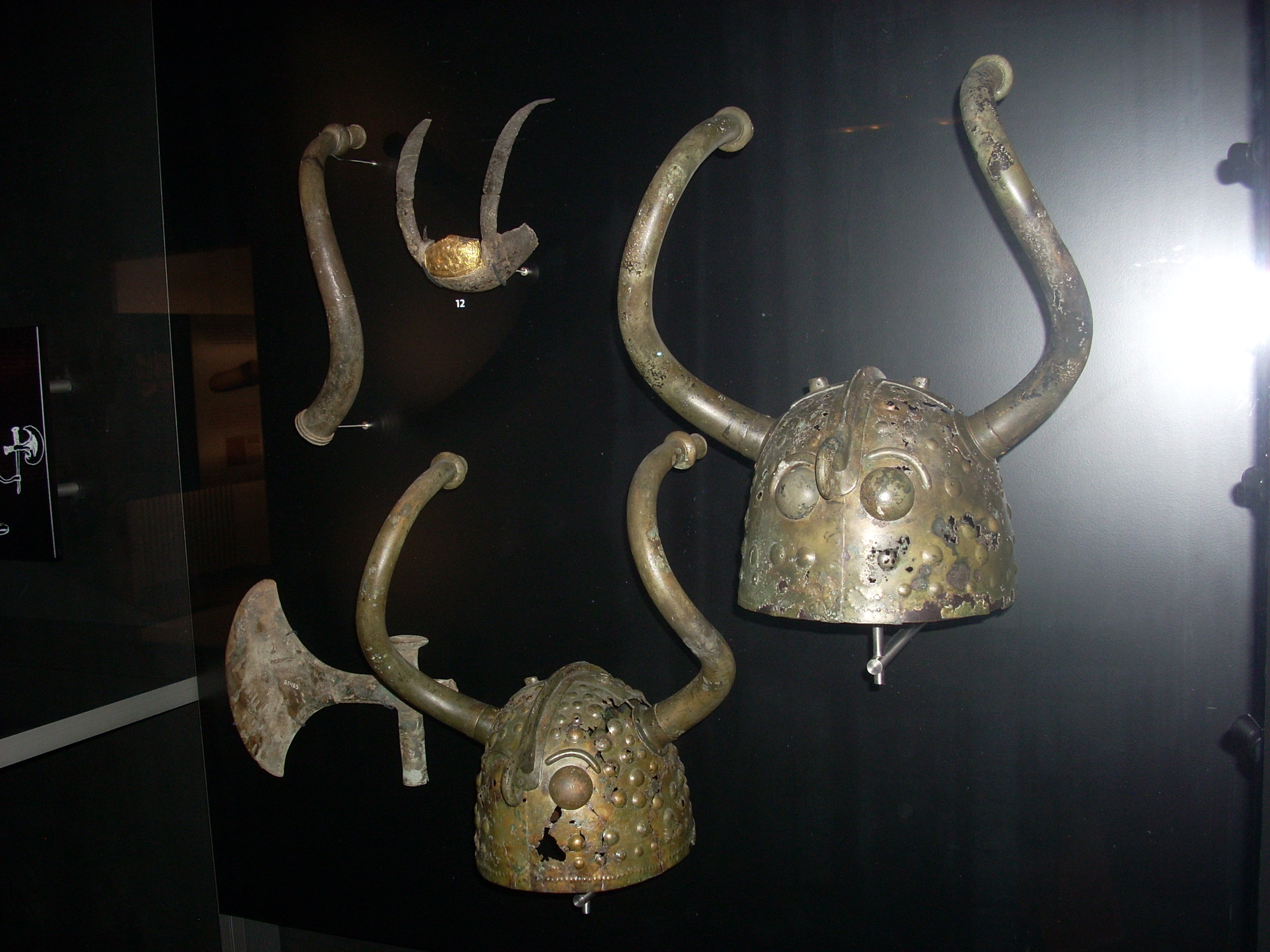
Cascos de la Edad del Bronce
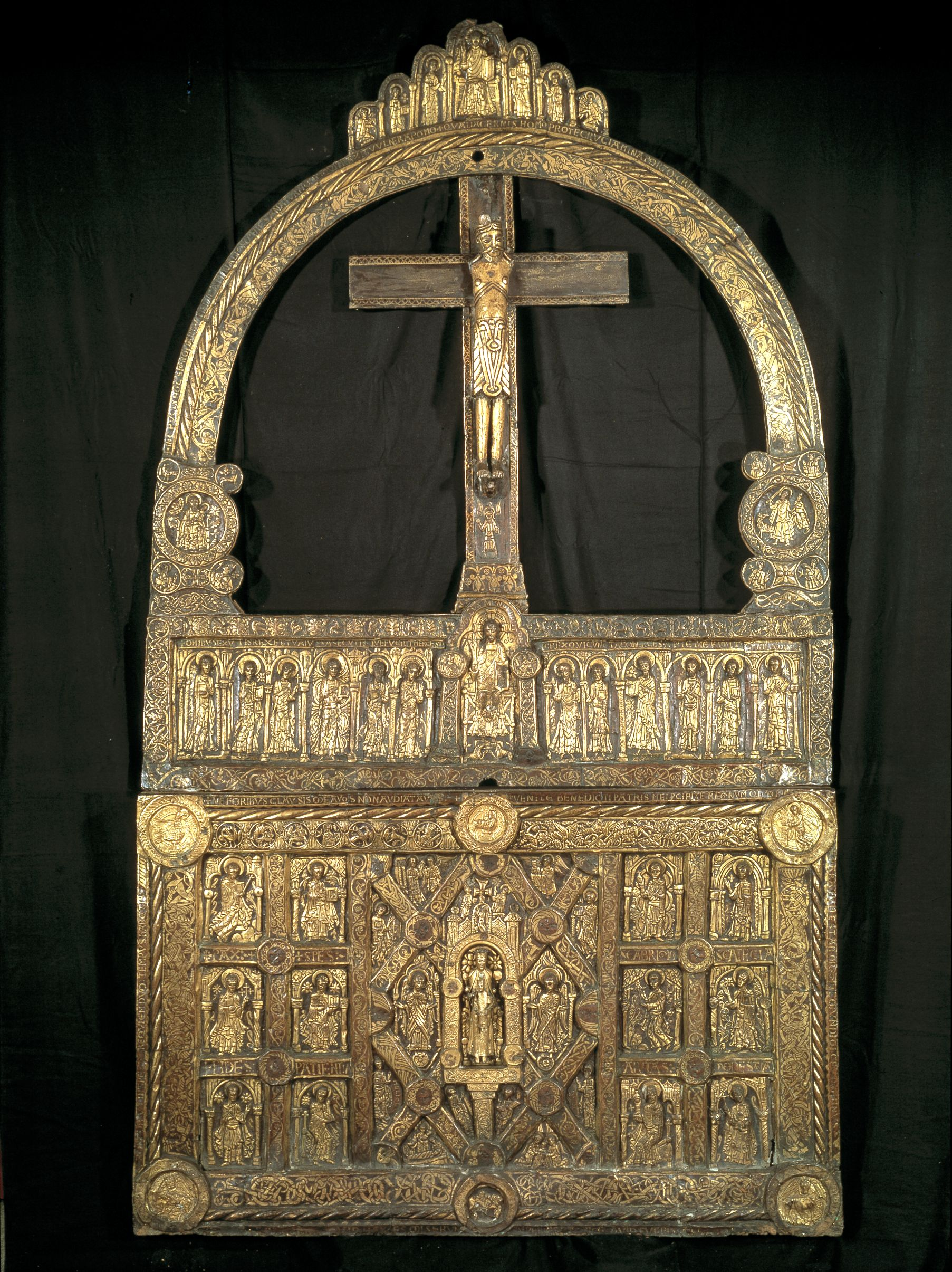
Altar de oro de la iglesia de Lisbjerg

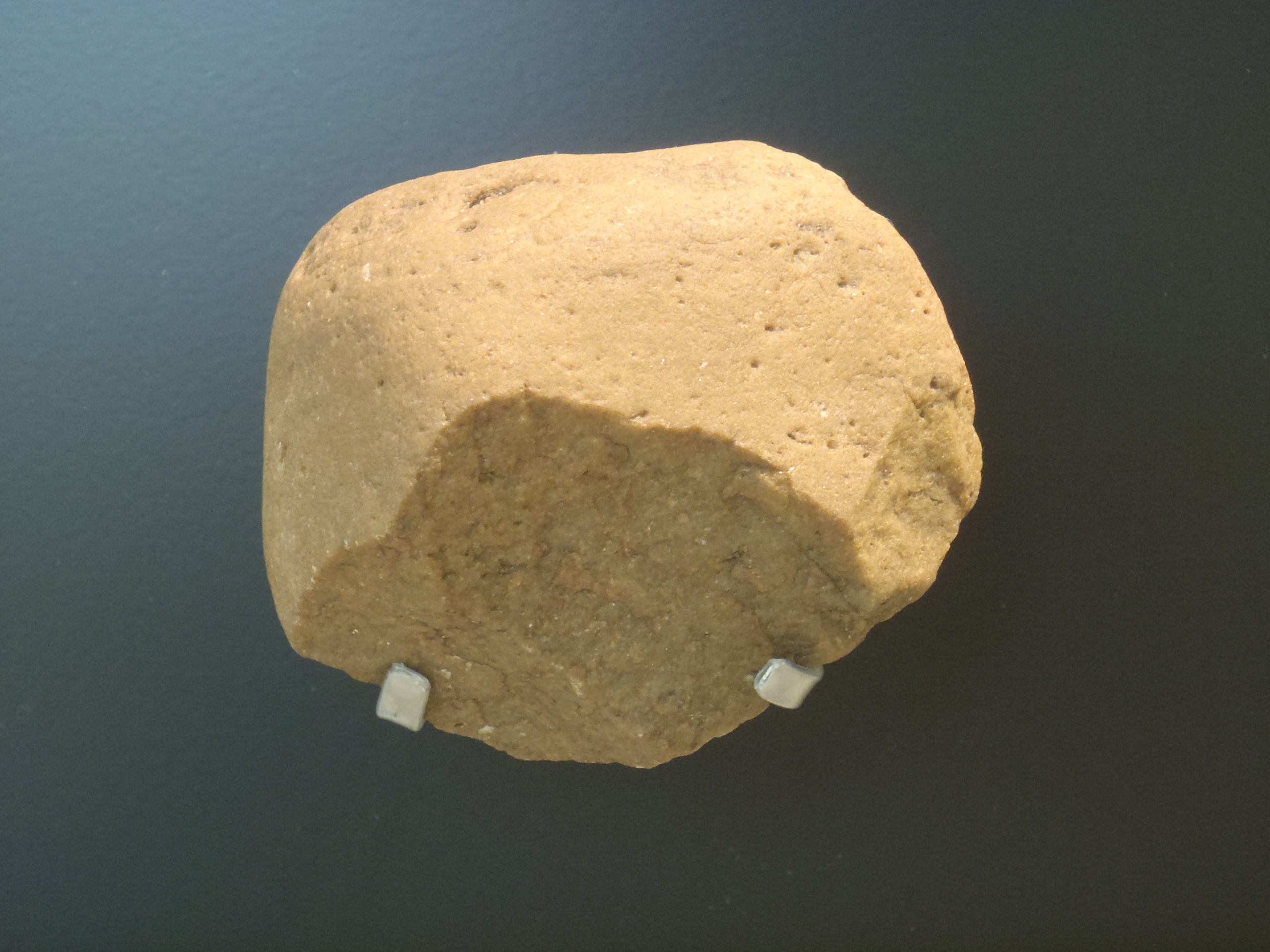
Herramienta prehistórica de Botsuana
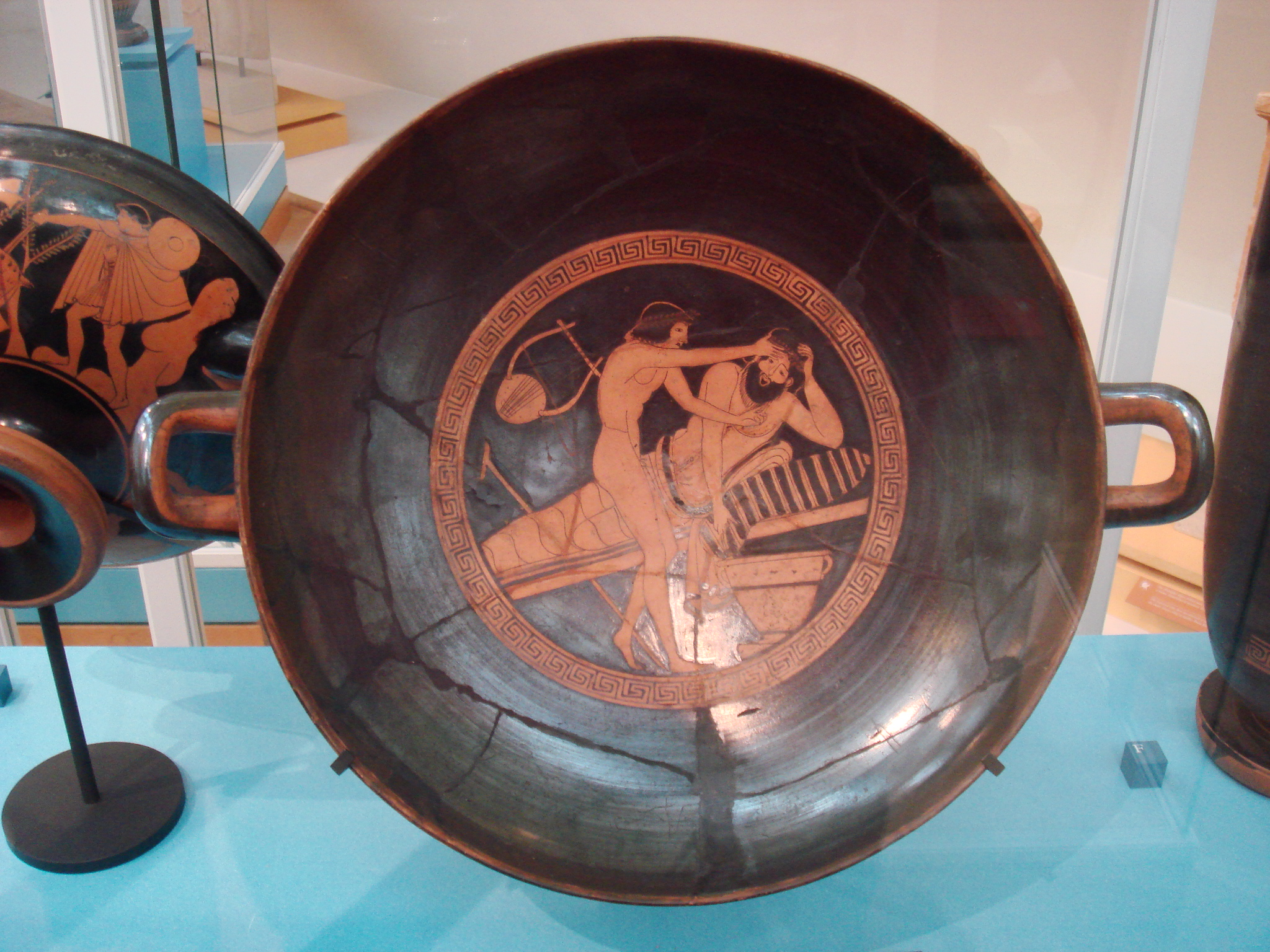
Cerámica griega
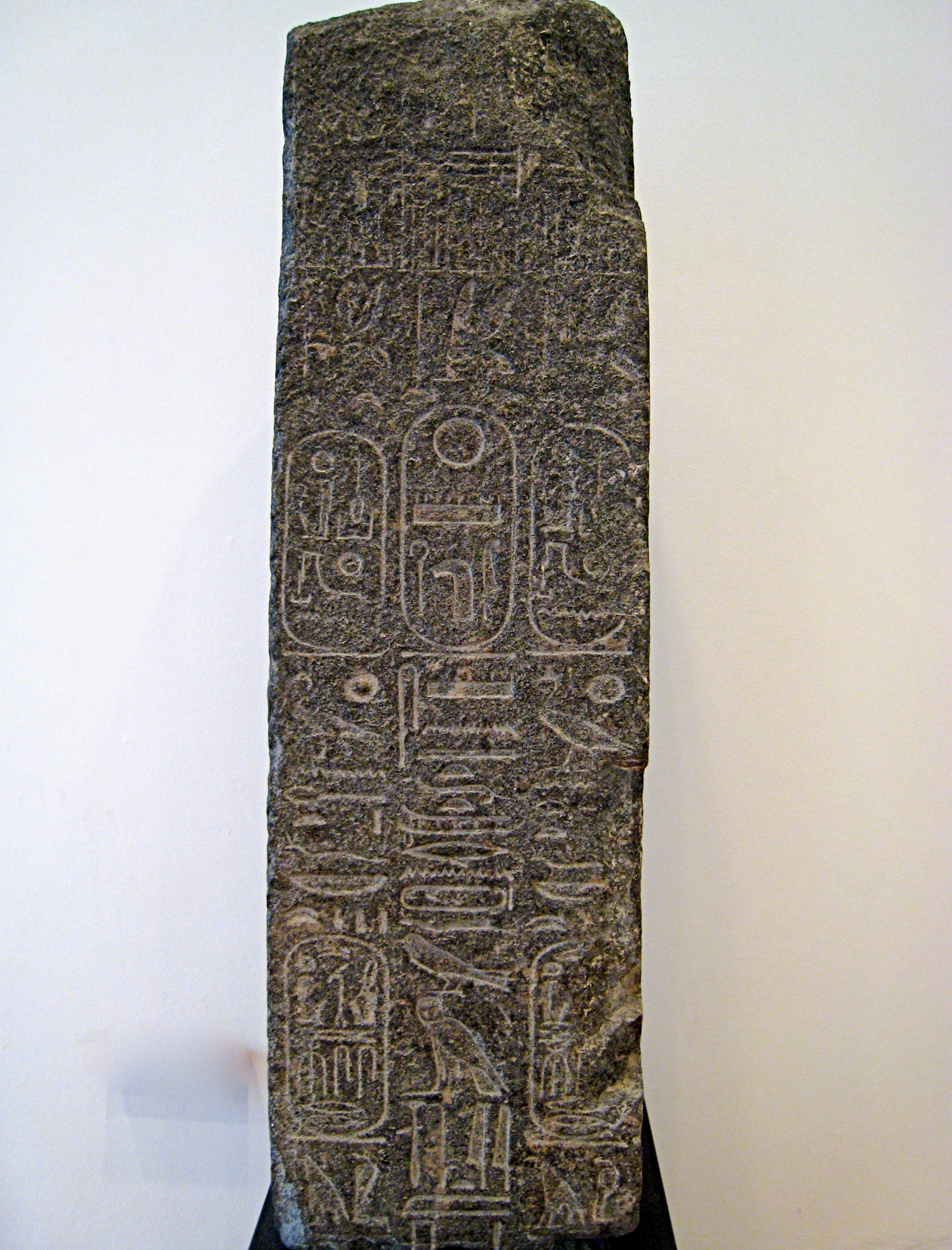
Estela de Ramsés I
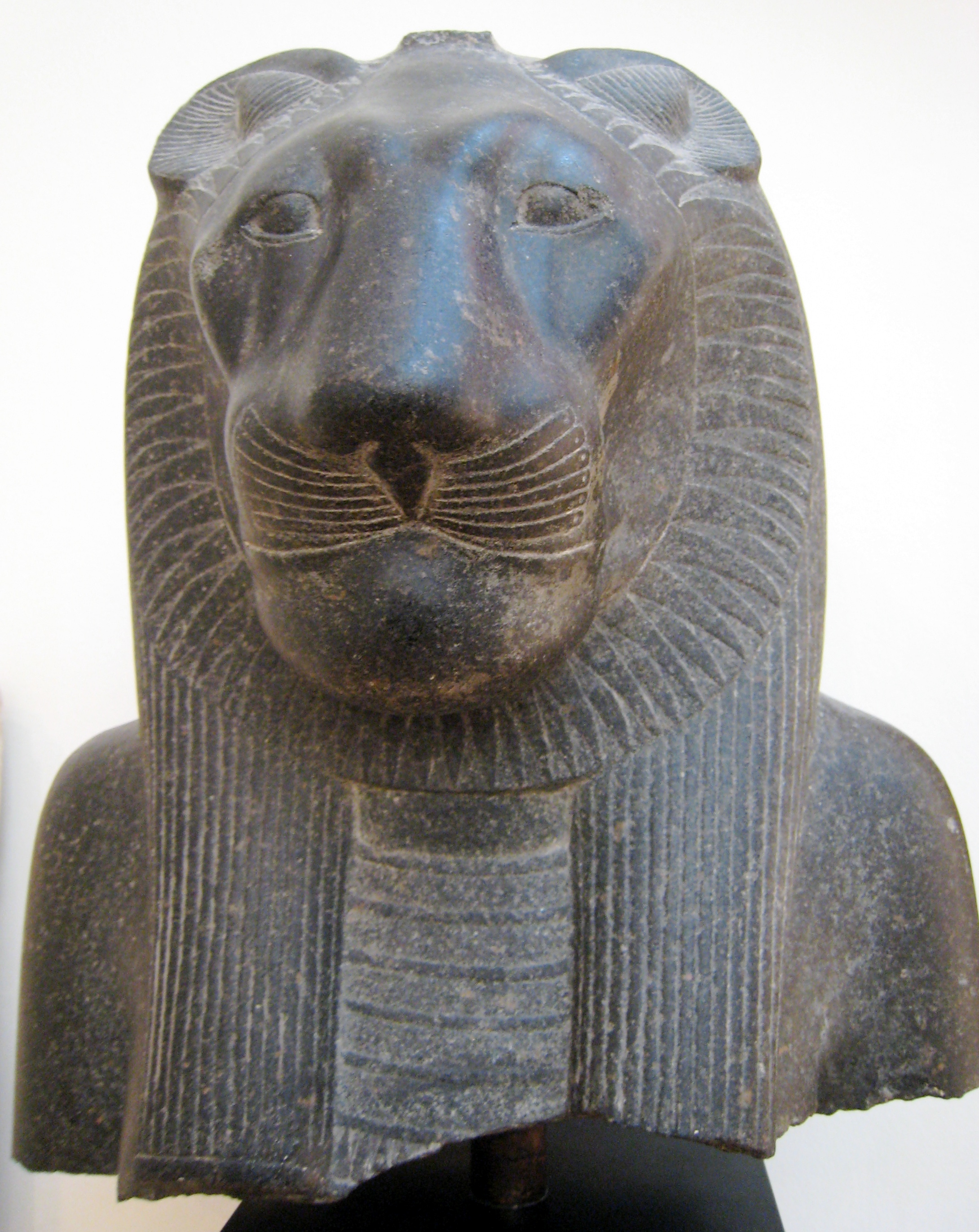
Escultura de Sejmet procedente de Luxor
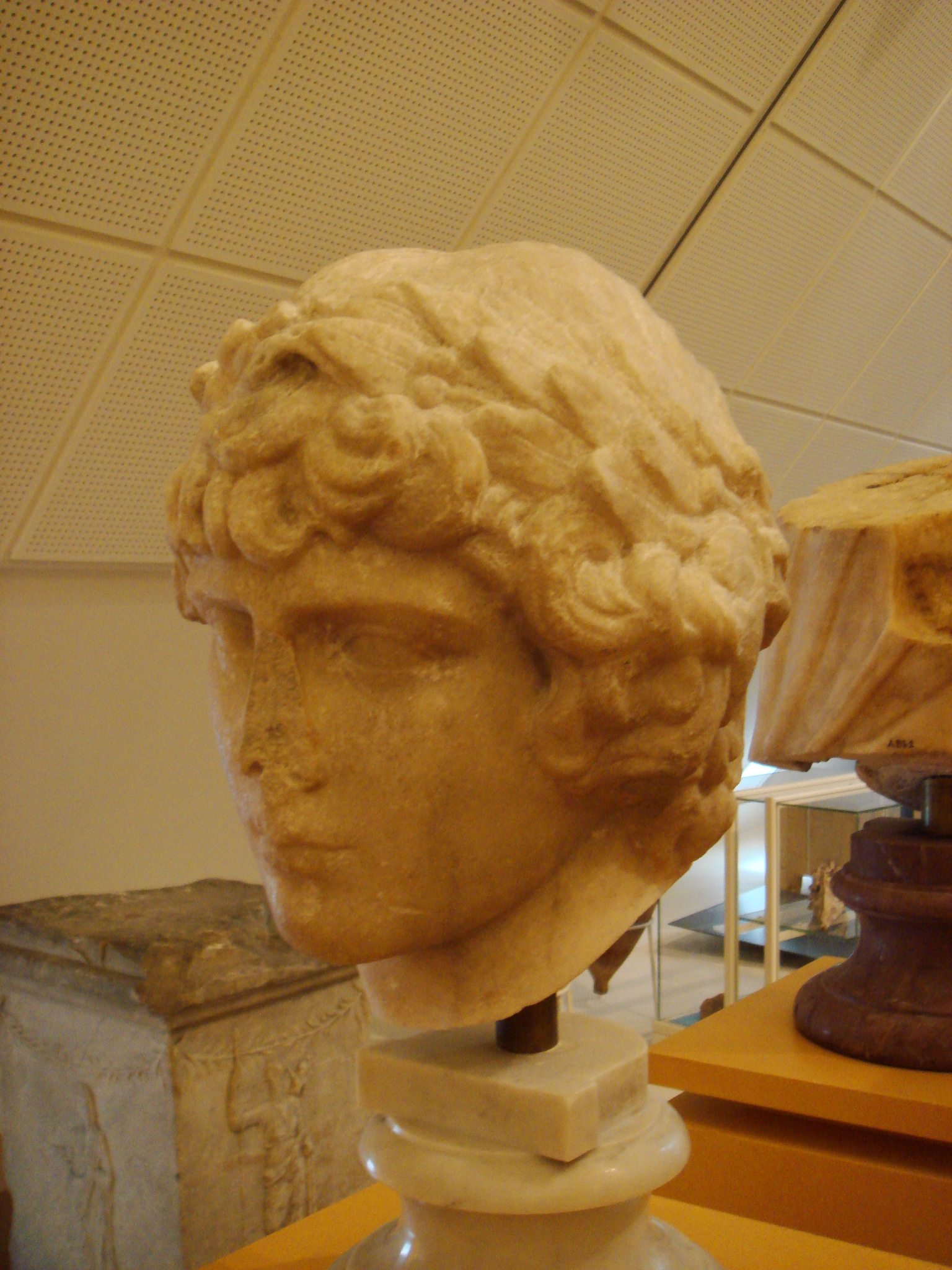
Escultura romana de Antínoo
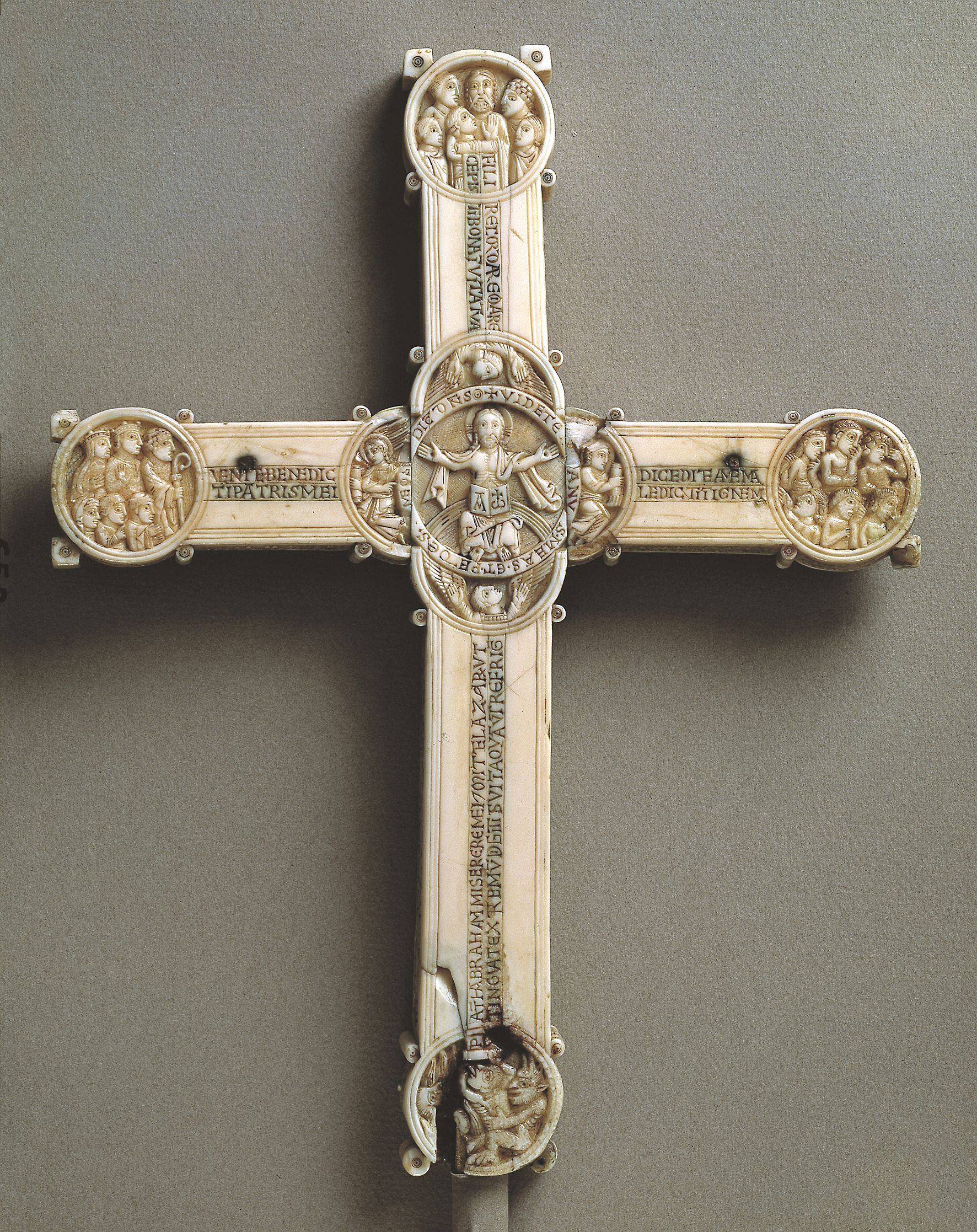
Cruz de Gunhild hacia 1150